# Merel Maes
Merel Maes (* 22. Januar 2005) ist eine belgische Leichtathletin, die sich auf den Hochsprung spezialisiert hat.

## Sportliche Laufbahn
Erste internationale Erfahrungen sammelte Merel Maes im Jahr 2021, als sie bei den Halleneuropameisterschaften in Toruń mit übersprungenen 1,87 m in der Qualifikationsrunde ausschied. Im Juli schied sie bei den U20-Europameisterschaften in Tallinn ohne eine Höhe in der Vorrunde aus und anschließend belegte sie bei den U20-Weltmeisterschaften in Nairobi mit 1,84 m den fünften Platz. Im Jahr darauf gewann sie bei den U18-Europameisterschaften in Jerusalem mit 1,86 m die Bronzemedaille und wurde anschließend bei den U20-Weltmeisterschaften in Cali mit 1,88 m Fünfte. 2023 wurde sie bei der 1. Liga der Team-Europameisterschaft im Zuge der Europaspiele in Chorzów mit 1,92 m Zweite und anschließend belegte sie bei den U20-Europameisterschaften in Jerusalem mit 1,83 m den sechsten Platz. Im August schied sie bei den Weltmeisterschaften in Budapest mit 1,89 m in der Qualifikationsrunde aus. Im Jahr darauf verpasste sie bei den Europameisterschaften in Rom mit 1,85 m den Finaleinzug und gelangte bei den U20-Weltmeisterschaften in Lima mit 1,84 m auf Rang sieben. 2025 wurde sie bei der 2. Liga der Team-Europameisterschaft in Maribor mit 1,93 m Erste, ehe sie bei den U23-Europameisterschaften in Bergen mit 1,84 m den siebten Platz belegte.
In den Jahren 2020, 2023 und 2024 wurde Maes belgische Meisterin im Hochsprung im Freien sowie 2021 in der Halle.